# Prosoponoides guanduense
Espèce
Synonymes
- Prosoponoides guanduensis Irfan, Zhang & Peng, 2022

Prosoponoides guanduense est une espèce d'araignées aranéomorphes de la famille des Linyphiidae.

## Distribution
Cette espèce est endémique du Yunnan en Chine,. Elle se rencontre dans le district de Guandu.

## Description
La femelle holotype mesure 2,64 mm.

## Systématique et taxinomie
Cette espèce a été décrite par Irfan, Zhang et Peng en 2022.

## Étymologie
Son nom d'espèce, composé de guandu et du suffixe latin -ensis, « qui vit dans, qui habite », lui a été donné en référence au lieu de sa découverte, le district de Guandu.

## Publication originale
(juillet 2024).
- Irfan, Zhang & Peng, 2022 : « Survey of Linyphiidae (Arachnida: Araneae) spiders from Yunnan, China. » Megataxa, vol. 8, no 1, p. 1-292.